# هيسدين
هيسدين (بالفرنسية: Hesdin)‏ هي بلدية تقع في إقليم باد كاليه من منطقة نور با دو كاليه في شمال فرنسا. تبلغ مساحة هذه المدينة 0.9 (كم²)، وترتفع عن سطح البحر 26 م، يبلغ عدد سكانها 2474 نسمة حسب إحصاء المعهد الوطني للإحصاء والدراسات الاقتصادية سنة 2009 م. وترأس Jean-Marie Roussel البلدية خلال فترة (2001-2014).

## توأمة
لهيسدين اتفاقيات توأمة مع كل من:
- بريلون (1965 - )
- London Borough of Havering [الإنجليزية]‏
- أوسدان-زولده (1971 - )

## أعلام
- دومينيكو توماس
- جان بيتي
- أنطوان فرانسوا بريفو